# Elizabeth Astete
Esther Elizabeth Astete Rodríguez (Perù, 30 marzo 1952) è una politica e diplomatica peruviana, ministra degli Esteri del Perù dal 18 novembre 2020 al 14 febbraio 2021.

## Biografia
Laureatasi in relazioni internazionali, è entrata a far parte del corpo diplomatico peruviano nel 1975, prestando quindi servizio come ambasciatrice in Messico, Ecuador e Svizzera. È stata altresì rappresentante permanente del Perù presso le Nazioni Unite a Ginevra a partire dal 2004.
Astete Rodríguez ha lavorato come sottosegretaria agli Affari Economici del Ministero degli Affari Esteri nel 2009, ed è stata quindi nominata ministra degli Esteri dal presidente Francisco Sagasti nel gabinetto del primo ministro Violeta Bermúdez il 18 novembre 2020.
Il 14 febbraio 2021 ha rassegnato le proprie dimissioni dall'incarico ministeriale dopo aver ammesso di essersi vaccinata, assieme all'ex presidente Martín Vizcarra e in largo anticipo rispetto al resto della popolazione peruviana, con il vaccino cinese anti-COVID BBIBP-CorV.